# Шишкин, Александр Фёдорович (религиозный деятель)
Александр Фёдорович Ши́шкин (12 (24) марта 1897, Красноуфимск, Пермская губерния — 15 июля 1965, Ленинград) — ответственный сотрудник Московской Патриархии, участник экуменического движения, регент, доцент Ленинградской духовной академии. С 1920-х до начала 1940-х годов был деятелем обновленчества.

## Биография
Родился в семье священника, окончил 4 класса духовной семинарии. В 1919 году окончил историко-филологический факультет Пермского университета.
В 1920—1922 годы служил в РККА. Жил в Череповце и работал отделом заготовок Череповецкого губпродкожа.
В 1922 году становится псаломщиком в городе Череповце. В том же году присоединился к обновленчеству. C 15 марта 1923 года — член Череповецкого епархиального управления.
В 1928 году становится членом и секретарём Нижневолжского митрополитанского церковного управления (Сталинград). В 1929 году становится членом и секретарём Закавказского митрополитанского церковного управления (Баку).
В 1930 году становится членом и секретарём Ленинградского митрополитанского церковного управления. В 1935 году годов становится секретарём обновленческого митрополита Николая Платонова, отрёкшегося от сана в 1938 году. Окончил Музыкально-педагогический институт по дирижёрскому отделению. С 1938 года — регент хора и комендант Спасо-Преображенского собора — последнего храма обновленцев в Ленинграде.
В феврале 1943 года следуя примеру Московской Патриархии, опубликовавшей сборник «Правда о религии в России», «для опровержения клеветы фашистов о положении религии в СССР» А. Ф. Шишкин подготовил книгу «Церковь и Государство в России», печатать её отказались — необходимость в подобной обновленческой литературе миновал
В 3-м квартале 1943 года обновленческий первоиерарх Александр (Введенский) присвоил ему степень кандидата богословия. В сентябре 1943 года, заявлял, что Архиерейский собор, избравший Патриарха Сергия, «по своему составу представляет узкогрупповое совещание староцерковнических архиереев и служить выражением голоса всей Российской Православной Церкви не может».
В октябре 1943 года награждён медалью За оборону Ленинграда. 9 января 1944 года вместе с общиной собора принёс покаяние Патриарху Сергию и был принят в Русскую православную церковь.
После войны проживал в посёлке Строганов мост (сейчас Сиверская) Гатчинского р-на Ленинградской области. Преподавал Конституцию СССР на пастырско-богословских курсах в Ленинграде, затем в ЛДА. В Академии за представленное кандидатское сочинение «Историческое обозрение взаимоотношений Церкви и государства в домонгольский период Русской церковной истории» был удостоен степени кандидата богословия и звания доцента Академии. С 1957 года преподавал также Основное богословие. Был регентом митрополичьего хора Николо-Богоявленского собора.
Сопровождал в поездках в качестве секретаря-соглядатая: митрополита Григория (Чукова) — в Финляндию (1945), архиепископа Елевферия (Воронцова) — в Чехословакию (1946), архиепископа Гермогена (Кожина) — в США (1954). В 1952—1953 годы — секретарь редакции журнала «Голос Православия» (Берлин). 24 февраля 1955 года Госдепартамент США уведомил посольство СССР, что он считает невозможным продлить пребывание в стране архиепископа Бориса (Вика) и его секретаря А. Ф. Шишкина.
За границей делал заявления в духе официальной советской пропаганды: «Противники наши привыкли говорить о Русской Православной Матери-Церкви, о Церкви-Мученице, как о Церкви в терновом венце, обагренной кровью страданий… Но такое представление неправильно и должно быть отвергнуто. Русская Православная Церковь никогда за всю многовековую историю своего существования не была мученицей. Не является таковой она и за последние 36 лет». Отрицая практически полное истребления Русской Церкви накануне Второй мировой войны, Шишкин оценивал период 1920-х — 1930- х годов всего лишь как «временные трудности», которые «направляли жизнь Церкви к процветанию». Ругая все американское, жил в Америке на широкую ногу и вывез оттуда 16 чемоданов с имуществом.
Когда к делегации американских священников Московского Патриархата, посетивших Москву в 1956 г., снова прикрепили Шишкина, пастыри запротестовали. Член Совета по делам РПЦ Г. Уткин писал: «В Москве Шишкин все время занимался поучением, не давал никому сказать слова и допускал целый ряд нетактичностей. Дело доходило до того, что делегаты отказались садиться с ним рядом за один стол и даже заявили, что если его не уберут, то они сделают ему „синий глаз“…».
В 1960—1961 состоял в должности ответственного редактора «Журнала Московской Патриархии». Свои решения не согласовывал ни с заведующими отделов, ни с редколлегией. В декабре 1961 года на III Ассамблее Всемирного совета церквей в Нью-Дели был избран членом ЦК ВСЦ.
Скончался 15 июля 1965 года вследствие инфаркта миокарда, осложнённого плевритом. Похоронен на кладбище дер. Межно близ ж.-д. ст. Сиверская.

## Публикации
- Торжество Русской Православной Церкви // Журнал Московской Патриархии. 1945. — № 2. — C. 86-92.
- Поездка Ленинградского Митрополита Григория в Финляндию (сентябрь-октябрь 1945 г.) // Журнал Московской Патриархии. 1945. — № 11. — C. 5-13.
- Открытие Богословско-пастырских курсов в Ленинграде // Журнал Московской Патриархии. 1946. — № 1. — C. 41-44.
- Гусовские торжества в г. Таборе (Чехословакия) // Журнал Московской Патриархии. 1946. — № 8. — C. 16-20.
- Из жизни Православной Церкви в Чехословакии (по поводу престольного праздника в Кирилло-Мефодиевском Кафедральном соборе г. Праги) // Журнал Московской Патриархии. 1946. — № 8. — C. 11-15.
- Из православной церковной жизни в Чехословакии (путешествие по Моравии Высокопреосвященного Архиепископа Елевферия, Экзарха Московской Патриархии в Чехословакии) // Журнал Московской Патриархии. 1946. — № 11. — C. 35-39.
- Дни духовной радости на Пряшевской Руси (к пребыванию православного Чехословацкого Экзарха Московской Патриархии, архиепископа Елевферия на Пряшевщине) // Журнал Московской Патриархии. 1946. — № 12. — C. 33-36.
- Православие и борьба за мир // Журнал Московской Патриархии. 1950. — № 12. — C. 29-35.
- Путь духовной гибели // Журнал Московской Патриархии. 1954. — № 2. — C. 46-51.
- Заокеанские впечатления // Журнал Московской Патриархии. 1954. — № 9. — C. 28-32.
- О насильственном разлучении православной паствы в Америке со своим архипастырем // Журнал Московской Патриархии. 1955. — № 3. — C. 13-14. (в соавторстве)
- К пребыванию в США архиепископа Алеутского и Северо-Американского Бориса // Журнал Московской Патриархии. 1955. — № 4. — C. 15-20.
- Ватикан и его «борьба за мир и дружбу народов» // Журнал Московской Патриархии. 1960. — № 11. — C. 40-47.
- Пленум Комиссии церквей по международным делам в г. Сент-Эндрюсе (Шотландия) (заметки наблюдателей) // Журнал Московской Патриархии. 1960. — № 12. — C. 52-61.
- Ответ на одну антикритику // Журнал Московской Патриархии. 1961. — № 6. — C. 76-80.
- Первый Всемирный Общехристианский Конгресс в защиту мира (13-18 июня 1961 года) (заметки участника конгресса) // Журнал Московской Патриархии. 1961. — № 8. — C. 58-74
- Беседа с Президентом Пражского Всемирного Общехристианского движения в защиту мира проф. д-ром И. Громадкой // Журнал Московской Патриархии. 1961. — № 9. — С. 12-13.
- Десять дней в Голландии // Журнал Московской Патриархии. 1962. — № 4. — C. 27-33.
- О мерах по усилению общехристианской борьбы за всеобщее разоружение и мир (заявление членов ЦК Всемирного Совета Церквей от Русской Православной Церкви на сессии Центрального комитета Всемирного Совета Церквей, Париж 1962 год) // Журнал Московской Патриархии. 1962. — № 9. — C. 35-37.
- Парижская сессия Центрального Комитета Всемирного Совета Церквей (август 1962 года) // Журнал Московской Патриархии. 1963. — № 1. — C. 56-61.
- Рочестерская сессия Центрального комитета Всемирного Совета Церквей // Журнал Московской Патриархии. 1964. — № 1. — C. 41-46.